# Betty Cooper
Elizabeth Cooper, detta Betty, è uno dei personaggi principali che appaiono nei fumetti americani pubblicati da Archie Comics. È la chitarrista solista, percussionista e una delle tre cantanti degli Archies. Il personaggio è stato creato da Bob Montana e John L. Goldwater, ed è apparso per la prima volta in Pep Comics #22 (copertina del 1941), nella prima pagina della prima storia degli Archie, servendo come interesse amoroso per il cantante-chitarrista Archie Andrews. Betty è stata interpretata da Lauren Holly nelle opere dal vivo Archie: To Riverdale e Back Again e Lili Reinhart nella serie TV, Riverdale.
L'infatuazione di Betty per Archie, che guida i suoi tentativi di vincere i suoi affetti con ogni mezzo possibile, e la sua rivalità con la sua migliore amica, la cantante-tastierista Veronica Lodge, sono stati tra i temi più longevi nei fumetti. Come noto non riesce a conquistarlo, ma più avanti nella serie c'è un bacio inaspettato che porta a punti di svolta. Betty è attualmente in una relazione romantica con il batterista Jughead Jones.
Betty si identifica sotto il segno zodiacale Pesci per la sua personalità e sotto l'ascendeza della Vergine per il suo carattere preciso e complicato

## Cronologia delle pubblicazioni
Betty era originariamente basata su, Betty Tokar Jankovich, un'immigrata ceca che ha brevemente frequentato il co-creatore di Archie, Bob Montana nel 1939 quando aveva 18 anni. Creata per servire come interesse amoroso per Archie Andrews, è interpretata come una ragazza intelligente, di talento, dolce, maschiaccio ma bellissima con i capelli biondi e gli occhi azzurri.
Oltre ad apparire in molte storie di Archie, Betty è stata la protagonista di due titoli di fumetti di lunga data pubblicati da Archie Comics nel periodo 1965–2012: Betty and Me (in seguito designato come Betty & Me), che ha pubblicato 200 numeri da agosto 1965 ad agosto 2012; e Betty, che ha pubblicato 195 numeri dal settembre 1992 al gennaio 2012. Ha anche recitato in Betty's Diary, che ha pubblicato 40 numeri da aprile 1986 a aprile 1990.
Attualmente, Betty è co-protagonista di Betty e Veronica Digest Magazine, ora noto come B&V Friends Double Digest, che è stato lanciato nel novembre 1980 e ha pubblicato oltre 250 numeri; e Betty e Veronica Double Digest, che ha pubblicato oltre 250 numeri dal giugno 1987.

## Biografia del personaggio immaginario
Betty Cooper (Bety Rosas nella versione spagnola) è la terza e più giovane figlia e seconda figlia di Hal Cooper e Alice Cooper. Suo fratello maggiore Charles Cooper è stato abbandonato in adozione e la sorella maggiore Polly Cooper si è trasferita da Riverdale, la loro città natale. Charles si trasferì a New York City e Polly a San Francisco, ma entrambi compaiono occasionalmente in flashback dell'infanzia di Betty, ed entrambi occasionalmente visitano la loro famiglia.
La ragazza per eccellenza della porta accanto, l'educazione della classe media di Betty è un mondo a parte lo stile di vita appariscente della sua ricca amica, Veronica Lodge. Da nessuna parte questo è più evidente di quando lei e Veronica sono in competizione per il cuore di Archie Andrews, eppure rimangono migliori amiche.
Alla fine degli anni '60, le due ragazze si unirono alla band di Archie, una band da garage chiamata appropriatamente The Archies. Entrambi cantavano e Betty suonava la chitarra, mentre Veronica suonava la tastiera. Ciò implica che Veronica ha un talento musicale maggiore, ma ciò non è necessariamente vero. Alcune storie indicano che Betty è una cantante migliore. Inoltre, c'è poca coerenza negli strumenti che è in grado di suonare. Betty ha suonato il tamburello, le maracas, la chitarra, il banjo, la tastiera, il sassofono, il violoncello e i bonghi.

## Interessi e personalità
Betty è amica di tutti ed è una figlia e una sorella amorevole. Le piace aiutare i senzatetto, leggere agli anziani e salvare animali.
Gli hobby di Betty includono praticare sport (in particolare il baseball), cucinare e prendersi cura degli animali (possiede un gatto). Si preoccupa anche dell'ambiente e di altre questioni sociali e incoraggia il resto della banda a ripulire da sole. Adora i bambini e talvolta la babysitter di Jellybean con Jughead e altri bambini a Riverdale. Occasionalmente, le famiglie assumono Betty per tenere compagnia ai loro membri anziani. Betty è un'abile meccanica che aiuta frequentemente Archie con la sua auto distrutta Betsy. Betty è anche brava nello sci e nelle corse automobilistiche. Si dice che sia la migliore della squadra di baseball femminile.
Betty ha un'intelligenza superiore alla media ed è uno degli studenti più intelligenti della Riverdale High School, insieme a Dilton Doiley. In una storia ha vinto un premio ed è stata inviata a competere a New York e ha vinto numerosi premi accademici. Ad un certo punto, ha guadagnato ESP quando un'enciclopedia è caduta accidentalmente sulla sua testa. Questa capacità ha portato via ogni speranza per il futuro; Archie chiese a Veronica un appuntamento, ma Betty sapeva che Archie avrebbe scaricato Veronica per lei. Betty ha perso il suo potere quando una palla che Reggie ha calciato accidentalmente l'ha colpita; nella sua gratitudine, gli diede un bacio.
I numerosi talenti e risultati di Betty spesso rendono gelosa la sua amica Veronica, che poi cerca di sabotare Betty per rubare la sua gloria e farla sembrare cattiva.
Durante un soggiorno nella dimora dei Lodge, mentre la famiglia si trova in Europa, Betty viene aspettata a portata di mano dai servi e, mantenendosi fedele alla sua natura premurosa, amorevole e altruista, inizia a sentirsi in colpa per essere stata aspettata.
Volendo fare qualcosa di molto speciale per loro in segno di apprezzamento per i lavori difficili che svolgono (e per quello che sembra anche un lavoro molto ingrato nel servire qualcuno come Veronica, che tende ad essere molto snob nei confronti di coloro che la servono), lancia una festa in piscina che sorprende Mr. e Mrs. Lodge e per far arrabbiare Veronica. In cambio, Smithers, il maggiordomo e il resto dello staff, che apprezzano molto ciò che Betty ha fatto per loro (dal momento che non sembrano mai apprezzare Veronica), si offrono di aiutare Betty con la prossima festa che organizza, gratuitamente. Il signor Lodge avrebbe quindi tenuto lezioni a Veronica su come anche i servi fossero persone.
Nello show televisivo Riverdale, Betty partecipa a molte attività extracurriculari alla Riverdale High School, tra cui le cheerleader con gli altri membri di The River Vixens, scrivendo per The Blue and Gold con il suo fidanzato di lunga data, Jughead Jones e scoprendo le vere identità e intenzioni di molte persone a Riverdale, tra cui Clifford Blossom (il padre di Cheryl Blossom), Penelope Blossom (la madre di Cheryl Blossom), Hal Cooper aka. The Black Hood e Robert Phillips aka. The Sugarman.

## Relazioni
La migliore amica di Betty è Veronica. Sebbene i due siano spesso coinvolti in controversie su Archie o qualcos'altro che evoca la gelosia, sono rimasti amici. Le due hanno commentato che l'amicizia tra Jughead e Archie non poteva essere paragonata alla loro. In molte storie, Betty e Veronica si uniscono o si aiutano a vicenda nonostante la gelosia e l'amarezza di Veronica nei suoi confronti. Le altre amiche di Betty includono Ethel Muggs, Midge Klump e Nancy Woods, che condividono tutti interessi comuni e attività di gruppo come lo shopping e l'allegria.
Spesso, Betty ha mostrato di flirtare con il bassista Reggie Mantle e di uscire presto nelle corse dei titoli e, occasionalmente, ancora, spesso come appuntamento occasionale. Una volta che Betty ha detto che a volte il modo in cui Archie e Reggie combattono per lei, sembra che abbia la peste. Nelle riviste Life with Archie descrivono una linea temporale futura in cui Archie sposa Veronica, Betty e Reggie sono rappresentate come una coppia amorosa. È stato accennato che potrebbero avere in programma di sposarsi.
La relazione di Betty con Jughead Jones è stato principalmente quello di un intimo confidente e amico intimo, poiché normalmente discutono le loro questioni più candidamente tra loro di chiunque altro; Jughead fornirà commenti sui suoi sentimenti per Archie, e Betty tenterà di "migliorare" Jughead, sbarazzandosi del suo atteggiamento pigro. Una volta quando ebbe una distorsione alla caviglia, Veronica disse a Archie e Jughead di farle visita. Tutti e quattro stavano cenando insieme quando alcune persone della scuola scambiarono Jughead come fidanzato di Betty perché trasportava cioccolatini a casa sua. Jughead sembra interessarsi di più a Betty rispetto alle altre ragazze e ci sono stati suggerimenti di una potenziale relazione romantica tra loro. Una volta le chiese per caso di uscire a una scuola di ballo. In una storia, Jughead dice anche che se mai fosse il momento di baciare volontariamente una ragazza, sarebbe Betty.
Tuttavia, la loro relazione nello show televisivo, Riverdale, è piuttosto diversa. Per la maggior parte dello spettacolo Jughead e Betty si frequentano. La coppia, spesso definita "Bughead", è una classica situazione di Romeo e Juiliet. Betty è la ragazza perfetta della porta accanto, dove Jughead è il solitario, membro della banda. La loro relazione è spesso detestata dai genitori di Betty. Normalmente si legano per risolvere i misteri dell'omicidio e per scrivere il giornale della scuola. Hanno attraversato alcune rotture ma alla fine sembrano sempre ritrovarsi a vicenda.
Ha avuto un'amicizia con una donna anziana di nome Lydia Wyndham, che ha trovato durante le ricerche sulla prima guerra mondiale. Con questa conoscenza Betty conobbe una scrittrice e poetessa abile con una mente acuta (e un passato triste: la ricerca di Betty aveva rivelato un bel po' della signora Wyndham che fu uccisa in combattimento), ma dopo un po' la stessa signora Wyndham morì.
A volte, si vede che Betty ha una stretta amicizia con Cheryl Blossom. Tuttavia, altre volte, Betty e Veronica considerano la seducente Cheryl come una minaccia perché cerca di attirare Archie da loro, e le due migliori amiche si uniscono contro Cheryl per proteggere i loro interessi. Jason Blossom, il fratello gemello di Cheryl, a volte è visto avere un sincero interesse verso Betty, il che rende geloso Archie.
Alla fine degli anni '90, Betty iniziò a frequentare Adam Chisholm. Alcune persone pensavano che Betty avesse scelto Adam piuttosto che Archie. Questo evento rese geloso Archie che concentrò la sua attenzione su Betty, ignorando Veronica, come fa sempre quando pensa che qualcun altro possa portargli via Betty. Sebbene in realtà, Adam sia stato visto raramente nelle storie dopo quell'arco narrativo, e Betty ha continuato a preferire Archie.

## Carriera
A Betty piace scrivere e tenere un diario che compare nella serie Betty's Diary. Vuole diventare una famosa scrittrice un giorno, un'aspirazione che la sua insegnante, la signora Grundy, approva e incoraggia. Sottopone il suo lavoro alla scrittura di riviste ed è stata pubblicata diverse volte. Una volta è stata stagista per una rivista di moda, ma ha anche finito per fare la modella. Allo stesso tempo, assume vari tipi di lavoro, incluso un po' di lavoro come meccanico, che è anche una carriera che le interessa. In alcune storie trova lavoro come assistente insegnante nella scuola elementare locale. Betty è anche una famosa baby sitter e fornaia.

## In altri media

### Televisione

#### Animato
- Betty è apparsa in The Archie Show, una serie di cartoni animati del 1968 prodotta da Filmation. È apparsa anche nei vari spin-off The Archie Comedy Hour, Archie's Funhouse, Archie's TV Funnies, The US of Archie and The New Archie e Sabrina Hour prodotti nello stesso formato. È stata doppiata da Jane Webb.
- Betty è apparsa in The New Archies, una re-immaginazione del 1987 di Archie e della banda. Betty è stata interpretata come una pre-adolescente alle medie. È stata doppiata da Lisa Coristine.
- Betty è apparsa in Gli strani misteri di Archie doppiato da America Young.

#### Dal vivo
Lili Reinhart interpreta Betty nella serie TV della The CW, Riverdale.
- Betty è stata interpretata da Lauren Holly nel film TV del 1990 Archie: To Riverdale e Back Again.

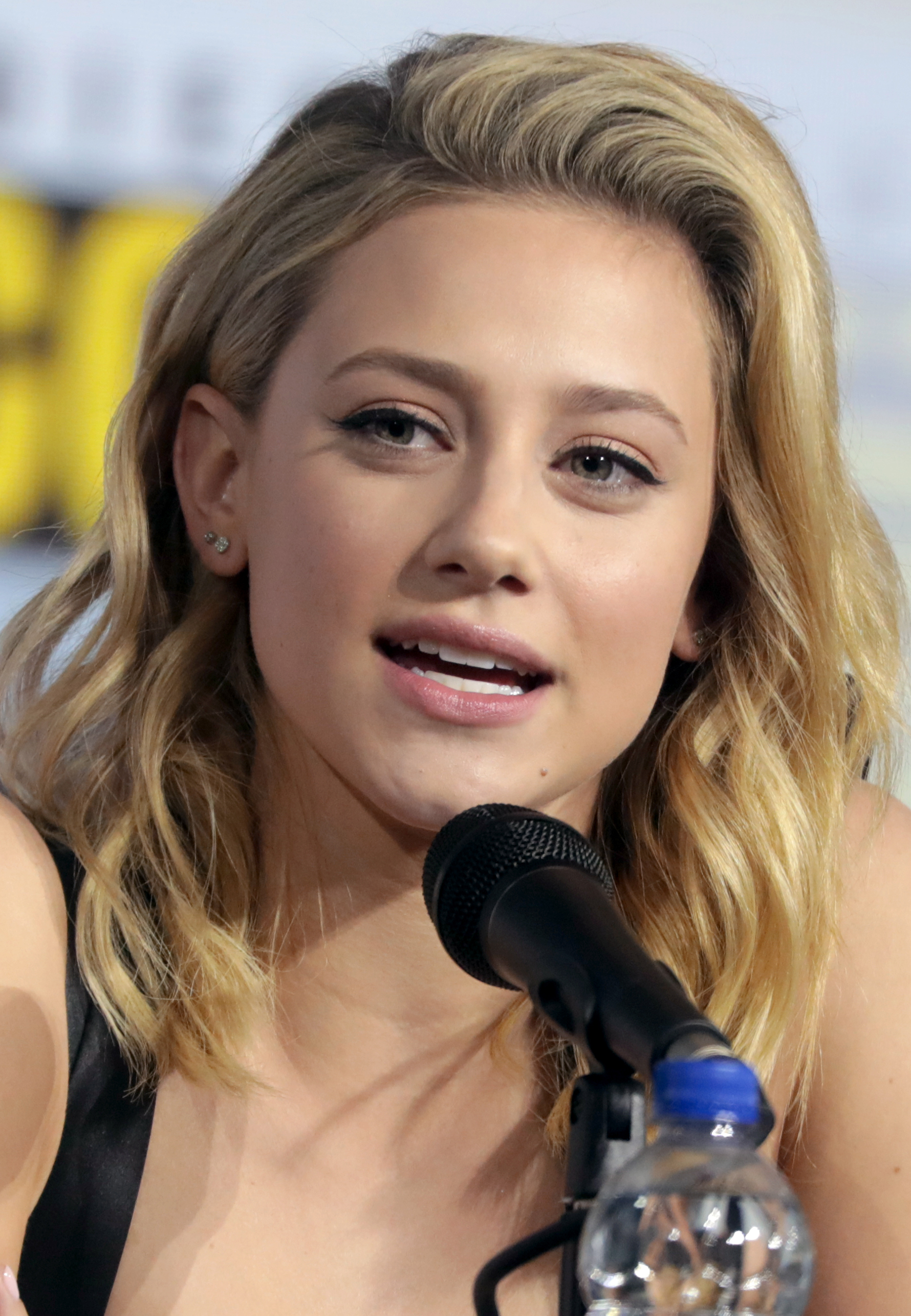
Lili Reinhart interpreta Betty Cooper nella serie TV, Riverdale.

- Lili Reinhart interpreta Betty Cooper nella serie TV, Riverdale.Betty appare in The CW serie TV Riverdale, con Lili Reinhart raffigurante il personaggio. Come nei fumetti, Betty è una brava ragazza della porta accanto che ha avuto una cotta infantile per il suo amico di lunga data Archie Andrews, tuttavia in questa versione, Betty si innamora e persegue una relazione con Jughead Jones, mentre lei e Archie rimangono invece migliori amici.

### Film
- Betty è apparsa in The Archies in Jugman, doppiato da America Young. Il film si svolge dopo Weird Mysteries di Archie.